# Thử thách cùng bước nhảy (mùa 3)
Mùa thứ ba của chương trình Thử thách cùng bước nhảy do Đài Truyền hình Thành phố Hồ Chí Minh và Đông Tây Promotion phối hợp sản xuất, được phát sóng từ ngày 6 tháng 9 năm 2014 đến ngày 4 tháng 1 năm 2015. Trấn Thành tiếp tục là người dẫn chương trình của mùa này.
Người chiến thắng của mùa này là Nguyễn Sơn Lâm đến từ Thành phố Hồ Chí Minh.

## Thí sinh

### Top 20

#### Nữ
| Thí sinh             | Tuổi | Quê quán              | Thể loại nhảy  | Ngày bị loại | Thứ hạng |
| -------------------- | ---- | --------------------- | -------------- | ------------ | -------- |
| Nguyễn Thanh Vân     | 23   | Hà Nội                | Popping        | 26/10/2014   | Top 20   |
| Thạch Vũ Thảo Ngân 1 | 19   | Thành phố Hồ Chí Minh | Đương đại      | 2/11/2014    | Top 18   |
| Hoàng Lan Phương     | 25   | Hà Nội                | Hip-Hop        | 9/11/2014    | Top 16   |
| Phạm Thị Hồng Sâm    | 25   | Quảng Ngãi            | Đương đại      | 16/11/2014   | Top 14   |
| Nguyễn Thu Hiền      | 25   | Hà Nội                | Ballroom       | 23/11/2014   | Top 12   |
| Nguyễn Thị Kim Anh   | 21   | Thành phố Hồ Chí Minh | Jazz           | 7/12/2014    | Top 10   |
| Chu Lê Vi Anh        | 16   | Hà Nội                | Ballroom       | 14/12/2014   | Top 8    |
| Trần Thị Thương Hoài | 20   | Nghệ An               | Hip-Hop        | 21/12/2014   | Top 6    |
| Phạm Xuân Thảo       | 24   | Thành phố Hồ Chí Minh | Jazz           | 3/1/2015     | Top 4    |
| Phạm Thị Lịch        | 24   | Thái Bình             | Jazz/đương đại | 3/1/2015     | Top 3    |

^1  Thí sinh Đinh Thị Minh Thư là người ban đầu được chọn vào Top 20, tuy nhiên cô đã phải rời khỏi cuộc thi vì một chấn thương nặng trong lúc tập luyện. Ban giám khao chọn Thảo Ngân (thí sinh top 40) để thay thế cho Minh Thư.

#### Nam
| Thí sinh          | Tuổi | Quê quán              | Thể loại nhảy      | Ngày bị loại | Thứ hạng  |
| ----------------- | ---- | --------------------- | ------------------ | ------------ | --------- |
| Nguyễn Minh Thiện | 24   | Thành phố Hồ Chí Minh | Hip-Hop            | 26/10/2014   | Top 20    |
| Nguyễn Ngọc Tân   | 25   | Thành phố Hồ Chí Minh | Jazz               | 2/11/2014    | Top 18    |
| Phan Vũ Thế Bảo   | 21   | Thành phố Hồ Chí Minh | Popping            | 9/11/2014    | Top 16    |
| Dương Văn Quý     | 26   | Thành phố Hồ Chí Minh | Jazz               | 16/11/2014   | Top 14    |
| Lê Duy Hải        | 22   | Hà Nội                | Đương đại          | 23/11/2014   | Top 12    |
| Nguyễn Tấn Huy    | 23   | Thành phố Hồ Chí Minh | Hip-Hop            | 7/12/2014    | Top 10    |
| Nguyễn Mạnh Quyền | 22   | Thừa Thiên Huế        | Hip-Hop            | 14/12/2014   | Top 8     |
| Trần Đình Hoàng   | 24   | Hà Nội                | Dân gian đương đại | 21/12/2014   | Top 6     |
| Phạm Đức Tiến     | 18   | Hải Phòng             | Ballroom           | 3/1/2015     | Á quân    |
| Nguyễn Sơn Lâm    | 19   | Thành phố Hồ Chí Minh | Hip-Hop            | 3/1/2015     | Quán quân |

#### Kết quả
| Nguyễn Sơn Lâm       |              |              |              |              | 3 người cuối |              | 4 người cuối | TOP 4 | Quán quân |  |  |  |  |  |  |  |  |
| Phạm Đức Tiến        |              |              |              | 3 người cuối |              |              |              | TOP 4 | Á Quân    |  |  |  |  |  |  |  |  |
| Phạm Thị Lịch        |              | 3 người cuối |              |              | 3 người cuối | 4 người cuối | 4 người cuối | TOP 4 | Hạng ba   |  |  |  |  |  |  |  |  |
| Phạm Xuân Thảo       |              |              |              |              | 3 người cuối |              |              | TOP 4 | Hạng tư   |  |  |  |  |  |  |  |  |
| Trần Đình Hoàng      |              | 3 người cuối |              |              |              | 4 người cuối |              | Loại  |           |  |  |  |  |  |  |  |  |
| Trần Thị Thương Hoài |              | 3 người cuối |              |              |              |              |              | Loại  |           |  |  |  |  |  |  |  |  |
| Nguyễn Mạnh Quyền    | 3 người cuối |              |              |              |              |              | Loại         |       |           |  |  |  |  |  |  |  |  |
| Chu Lê Vi Anh        |              |              | 3 người cuối | 3 người cuối |              |              | Loại         |       |           |  |  |  |  |  |  |  |  |
| Nguyễn Tấn Huy       |              |              | 3 người cuối | 3 người cuối | 3 người cuối | Loại         |              |       |           |  |  |  |  |  |  |  |  |
| Nguyễn Thị Kim Anh   |              |              |              |              |              | Loại         |              |       |           |  |  |  |  |  |  |  |  |
| Lê Duy Hải           |              | 3 người cuối |              |              | Loại         |              |              |       |           |  |  |  |  |  |  |  |  |
| Nguyễn Thu Hiền      | 3 người cuối |              |              | 3 người cuối | Loại         |              |              |       |           |  |  |  |  |  |  |  |  |
| Dương Văn Quý        |              |              | 3 người cuối | Loại         |              |              |              |       |           |  |  |  |  |  |  |  |  |
| Phạm Thị Hồng Sâm    |              |              | 3 người cuối | Loại         |              |              |              |       |           |  |  |  |  |  |  |  |  |
| Phan Vũ Thế Bảo      |              |              | Loại         |              |              |              |              |       |           |  |  |  |  |  |  |  |  |
| Hoàng Lan Phương     |              |              | Loại         |              |              |              |              |       |           |  |  |  |  |  |  |  |  |
| Nguyễn Ngọc Tân      | 3 người cuối | Loại         |              |              |              |              |              |       |           |  |  |  |  |  |  |  |  |
| Thạch Vũ Thảo Ngân   | 3 người cuối | Loại         |              |              |              |              |              |       |           |  |  |  |  |  |  |  |  |
| Nguyễn Minh Thiện    | Loại         |              |              |              |              |              |              |       |           |  |  |  |  |  |  |  |  |
| Nguyễn Thanh Vân     | Loại         |              |              |              |              |              |              |       |           |  |  |  |  |  |  |  |  |

- Bắt đầu từ đêm thi top 14, tin nhắn chỉ bình chọn riêng 1 thí sinh.
- Đêm công bố kết quả top 10 không có trình diễn solo 30s, 12 thí sinh cùng nghe công bố kết quả, 6 thí sinh rơi vào top nguy hiểm, BGK sẽ chọn 2 nam 2 nữ đi tiếp.
- Đêm 29/11 là Top 10 trình diễn cùng với các thí sinh xuất sắc qua 2 mùa giải trước, đêm thi Top 10 rời vào tuần sau.
- Đêm thi top 8, Chí Anh vắng mặt vì lý do cá nhân nên John Huy Trần thay thế.

## Thể loại nhảy qua các đêm thi
| Thí sinh    | 1         | 2         | 3         | 4         | 5         | All-stars  | 6         | 7                    | 8                  | 9                         |
| ----------- | --------- | --------- | --------- | --------- | --------- | ---------- | --------- | -------------------- | ------------------ | ------------------------- |
| Sơn Lâm     | Hiphop    | Đương đại | DGĐĐ      | Jazz      | Hiphop    | Jazz       | Broadway  | Đương đại & Jazz     | Jazz & Đương đại   | Jazz - Hiphop - Đương đại |
| Đức Tiến    | Jazz      | Hiphop    | Đương đại | Jazz      | DGĐĐ      | Chachacha  | Jazz      | Jazz & Salsa         | Đương đại & Hiphop | Jazz - DGĐĐ - Jazz        |
| Phạm Lịch   | Đương đại | Hiphop    | Đương đại | Bollywood | Đương đại | Jazz       | Jazz      | Broadway & Đương đại | Jazz & Đương đại   | Hiphop - DGĐĐ - Jazz      |
| Xuân Thảo   | Jazz      | Hiphop    | Đương đại | Jazz      | DGĐĐ      | Slow-Waltz | Broadway  | DGĐĐ & Jazz          | Đương đại & Hiphop | Đương đại - Jazz - Jazz   |
| Đình Hoàng  | DGĐĐ      | Jazz      | Hiphop    | Đương đại | Jazz      | Đương đại  | Đương đại | DGĐĐ & Jazz          | Tango & Jazz       |                           |
| Thương Hoài | DGĐĐ      | Jazz      | Hiphop    | Đương đại | Jazz      | Hiphop     | DGĐĐ      | Đương đại & Jazz     | Tango & Jazz       |                           |
| Mạnh Quyền  | Đương đại | Bachata   | Đương đại | Hiphop    | Jazz      | DGĐĐ       | Đương đại | Broadway & Đương đại |                    |                           |
| Vi Anh      | Jazz      | Đương đại | Hiphop    | Đương đại | Jazz      | Jazz       | Đương đại | Jazz & Salsa         |                    |                           |
| Tấn Huy     | Jazz      | Đương đại | Hiphop    | Đương đại | Jazz      | Đương đại  | DGĐĐ      |                      |                    |                           |
| Kim Anh     | Hiphop    | Đương đại | DGĐĐ      | Jazz      | Hiphop    | Hiphop     | Đương đại |                      |                    |                           |
| Duy Hải     | Đương đại | Hiphop    | Đương đại | Bollywood | Đương đại |            |           |                      |                    |                           |
| Thu Hiền    | Đương đại | Bachata   | Đương đại | Hiphop    | Jazz      |            |           |                      |                    |                           |
| Văn Quý     | Đương đại | Hiphop    | Jazz      | DGĐĐ      |           |            |           |                      |                    |                           |
| Hồng Sâm    | Hiphop    | Đương dại | Jazz      | DGĐĐ      |           |            |           |                      |                    |                           |
| Thế Bảo     | Hiphop    | Đương đại | Jazz      |           |           |            |           |                      |                    |                           |
| Lan Phương  | Đương đại | Hiphop    | Jazz      |           |           |            |           |                      |                    |                           |
| Ngọc Tân    | Hiphop    | Jazz      |           |           |           |            |           |                      |                    |                           |
| Thảo Ngân   | Hiphop    | Jazz      |           |           |           |            |           |                      |                    |                           |
| Minh Thiện  | Jazz      |           |           |           |           |            |           |                      |                    |                           |
| Thanh Vân   | Jazz      |           |           |           |           |            |           |                      |                    |                           |

## Các đêm thi

### Đêm top 20 - 25/10/2014
Giám khảo khách mời: Đoan Trang
| MSBC | Cặp đôi                  | Nhạc phẩm           | Thể loại               | Biên đạo         | Kết quả   |
| ---- | ------------------------ | ------------------- | ---------------------- | ---------------- | --------- |
| 1    | Vi Anh & Tấn Huy         | Boy oh boy          | Jazz                   | Courtney Galiano | An toàn   |
| 2    | Thu Hiền & Mạnh Quyền    |                     | Múa đương đại          | Hani Abaza       | Nguy hiểm |
| 3    | Thảo Ngân & Ngọc Tân     | Move like jagger    | Hiphop                 | Việt Max & Hà Lê | Nguy hiểm |
| 4    | Xuân Thảo & Đức Tiến     | Blow                | Jazz                   | Tatiana Parker   | An toàn   |
| 5    | Thương Hoài & Đình Hoàng | Vọng Nguyệt         | Múa dân gian đương đại | Nguyệt Thu       | An toàn   |
| 6    | Thanh Vân & Minh Thiện   |                     | Jazz                   | Hani Abaza       | Nguy hiểm |
| 7    | Lan Phương & Văn Quý     | Cho em một ngày     | Múa đương đại          | John Huy Trần    | An toàn   |
| 8    | Hồng Sâm & Thế Bảo       | Work                | Hiphop                 | Viết Thành       | An toàn   |
| 9    | Phạm Lịch & Duy Hải      | Young and beautiful | Múa đương đại          | Courtney Galiano | An toàn   |
| 10   | Kim Anh & Sơn Lâm        | Son of a gym        | Hiphop                 | Tatiana Parker   | An toàn   |

#### Solo 30s
| STT | Thí sinh   | Nhạc phẩm | Kết quả |
| --- | ---------- | --------- | ------- |
| 1   | Thu Hiền   |           | An toàn |
| 2   | Mạnh Quyền |           | An toàn |
| 3   | Thảo Ngân  |           | An toàn |
| 4   | Ngọc Tân   |           | An toàn |
| 5   | Thanh Vân  |           | Bị loại |
| 6   | Minh Thiện |           | Bị loại |

### Đêm top 18 - 1/11/2014
Giám khảo khách mời: John Huy Trần
| MSBC | Cặp đôi                  | Nhạc phẩm        | Thể loại      | Biên đạo                | Kết quả   |
| ---- | ------------------------ | ---------------- | ------------- | ----------------------- | --------- |
| 1    | Phạm Lịch & Duy Hải      | Fancy            | Hiphop        | Tatiana Parker          | Nguy hiểm |
| 2    | Kim Anh & Sơn Lâm        | Nirvana          | Múa đương đại | Courtney Galiano        | An toàn   |
| 3    | Thu Hiền & Mạnh Quyền    | Todo por tu amor | Bachata       | Khánh Thu & Quang Thịnh | An toàn   |
| 4    | Hồng Sâm & Thế Bảo       |                  | Múa đương đại | Hani Abaza              | An toàn   |
| 5    | Thảo Ngân & Ngọc Tân     | Clanity          | Jazz          | Courtney Galiano        | Nguy hiểm |
| 6    | Xuân Thảo & Đức Tiến     | Thriller         | Hiphop        | Việt Max & Hà Lê        | An toàn   |
| 7    | Thương Hoài & Đình Hoàng | Mtti             | Jazz          | Hani Abaza              | Nguy hiểm |
| 8    | Lan Phương & Văn Quý     |                  | Hiphop        | Tatiana Parker          | An toàn   |
| 9    | Vi Anh & Tấn Huy         |                  | Múa đương đại | Tạ Thùy Chi             | An toàn   |

#### Solo 30s
| STT | Thí sinh    | Nhạc phẩm      | Kết quả |
| --- | ----------- | -------------- | ------- |
| 1   | Thảo Ngân   | Because of you | Bị loại |
| 2   | Ngọc Tân    | La la la       | Bị loại |
| 3   | Phạm Lịch   | Hush hush      | An toàn |
| 4   | Duy Hải     |                | An toàn |
| 5   | Thương Hoài | Black widow    | An toàn |
| 6   | Đình Hoàng  |                | An toàn |

### Đêm top 16 - 8/11/2014
Giám khảo khách mời: Nguyễn Hải Phong
| MSBC | Cặp đôi                  | Nhạc phẩm                      | Thể loại               | Biên đạo             | Kết quả   |
| ---- | ------------------------ | ------------------------------ | ---------------------- | -------------------- | --------- |
| 1    | Lan Phương & Văn Quý     |                                | Jazz                   | Hani Abaza           | Nguy hiểm |
| 2    | Phạm Lịch & Duy Hải      | Light at the end of the tunnel | Múa đương đại          | John Huy Trần        | An toàn   |
| 3    | Thương Hoài & Đình Hoàng | Disrespect                     | Hiphop                 | Tatiana Parker       | An toàn   |
| 4    | Kim Anh & Sơn Lâm        | Trống cơm                      | Múa dân gian đương đại | Kiều Lê & Nguyệt Thu | An toàn   |
| 5    | Thu Hiền & Mạnh Quyền    | You are my sanity              | Múa đương đại          | Hani Abaza           | An toàn   |
| 6    | Vi Anh & Tấn Huy         | Bang bang                      | Hiphop                 | Alex Tú              | Nguy hiểm |
| 7    | Xuân Thảo & Đức Tiến     | Kissing you                    | Múa đương đại          | Hani Abaza           | An toàn   |
| 8    | Hồng Sâm & Thế Bảo       | Make up                        | Jazz                   | Tatiana Parker       | Nguy hiểm |

#### Solo 30s
| STT | Thí sinh   | Nhạc phẩm        | Kết quả |
| --- | ---------- | ---------------- | ------- |
| 1   | Lan Phương | Get low          | Bị loại |
| 2   | Văn Quý    | Careless Whisper | An toàn |
| 3   | Hồng Sâm   |                  | An toàn |
| 4   | Thế Bảo    |                  | Bị loại |
| 5   | Vi Anh     |                  | An toàn |
| 6   | Tấn Huy    |                  | An toàn |

### Đêm top 14 - 15/11/2014
Giám khảo khách mời: Nguyễn Hải Phong
Bắt đầu từ đêm thi top 14, tin nhắn chỉ bình chọn riêng 1 thí sinh.
| STT | Cặp đôi/MSBC                      | Nhạc phẩm                | Thể loại               | Biên đạo         | Kết quả                                |
| --- | --------------------------------- | ------------------------ | ---------------------- | ---------------- | -------------------------------------- |
| 1   | Thu Hiền (1) & Mạnh Quyền (2)     | Heavy metal & reflective | Hiphop                 | Miguel Zarate    | Thu Hiền nguy hiểm, Mạnh Quyền an toàn |
| 2   | Vi Anh (3) & Tấn Huy (4)          | Don't let me do          | Múa đương đại          | Talia Rose Favia | Nguy hiểm                              |
| 3   | Hồng Sâm (5) & Văn Quý (6)        | Mẹ yêu con               | Múa dân gian đương đại | Quỳnh Lan        | Nguy hiểm                              |
| 4   | Kim Anh (7) & Sơn Lâm (8)         |                          | Jazz                   | Talia Rose Favia | An toàn                                |
| 5   | Thương Hoài (9) & Đình Hoàng (10) | Beauty and the beast     | Múa đương đại          | Thái Đặng Minh   | An toàn                                |
| 6   | Xuân Thảo (11) & Đức Tiến (12)    | Strut                    | Jazz                   | Miguel Zarate    | Xuân Thảo an toàn, Đức Tiến nguy hiểm  |
| 7   | Phạm Lịch (13) & Duy Hải (14)     | Mat makki                | Bollywood              | Thu Hương        | An toàn                                |

#### Solo 30s
| STT | Thí sinh | Nhạc phẩm | Kết quả |
| --- | -------- | --------- | ------- |
| 1   | Thu Hiền |           | An toàn |
| 2   | Đức Tiến |           | An toàn |
| 3   | Vi Anh   |           | An toàn |
| 4   | Tấn Huy  |           | An toàn |
| 5   | Hồng Sâm |           | Bị loại |
| 6   | Văn Quý  |           | Bị loại |

### Đêm top 12 - 22/11/2014
Giám khảo khách mời: Hồng Nhung
Trong đêm top 12, mỗi thí sinh thể hiện 3 bài thi gồm: 1 bài nhảy theo nhóm, 1 bài nhảy theo cặp, 1 bài solo 30s. Mỗi tin nhắn bình chọn chỉ dành cho 1 thí sinh. Đêm công bố kết quả không có solo 30s, BGK chọn 2 nam 2 nữ top nguy hiểm đi tiếp và loại
- Thu Hiền, Phạm Lịch, Thương Hoài, Sơn Lâm, Tấn Huy, Đình Hoàng nhảy Hiphop, biên đạo Ryan Tan.
- Xuân Thảo, Kim Anh, Vi Anh, Duy Hải, Mạnh Quyền, Đức Tiến nhảy Jazz, biên đạo John Huy Trần.

#### Bài nhảy đôi
| STT | Cặp đôi/MSBC                     | Nhạc phẩm               | Thể loại               | Biên đạo             | Kết quả                               |
| --- | -------------------------------- | ----------------------- | ---------------------- | -------------------- | ------------------------------------- |
| 1   | Thương Hoài (1) & Đình Hoàng (2) | Barbie girl             | Jazz                   | Miguel Zarate        | An toàn                               |
| 2   | Phạm Lịch (3) & Duy Hải (4)      | Show me love            | Múa đương đại          | Talia Rose Favia     | Phạm Lịch nguy hiểm, Duy Hải bị loại  |
| 3   | Thu Hiền (5) & Mạnh Quyền (6)    | Smoke & mirrors         | Jazz                   | Talia Rose Favia     | Thu Hiền bị loại, Mạnh Quyền an toàn  |
| 4   | Xuân Thảo (7) & Đức Tiến (8)     | Mời rượu - dân tộc Thái | Múa dân gian đương đại | Kiều Lê & Nguyệt Thu | Xuân Thảo nguy hiểm, Đức Tiến an toàn |
| 5   | Vi Anh (9) & Tấn Huy (10)        | Shot me down            | Jazz                   | Ryan Tan             | Vi Anh an toàn, Tấn Huy nguy hiểm     |
| 6   | Kim Anh (11) & Sơn Lâm (12)      | Uptown funk             | Hiphop                 | Miguel Zarate        | Kim Anh an toàn, Sơn Lâm nguy hiểm    |

#### Solo 30s
| STT | Thí sinh/MSBC   | Nhạc phẩm         | Kết quả   |
| --- | --------------- | ----------------- | --------- |
| 1   | Vi Anh (9)      | Took the night    | An toàn   |
| 2   | Tấn Huy (10)    | Dead and gone     | Nguy hiểm |
| 3   | Kim Anh (11)    | Work Bit**        | An toàn   |
| 4   | Sơn Lâm (12)    | Runaway baby      | Nguy hiểm |
| 5   | Thương Hoài (1) | Stupid            | An toàn   |
| 6   | Đình Hoàng (2)  | Shadow ninja      | An toàn   |
| 7   | Phạm Lịch (3)   | Như một giấc mơ   | Nguy hiểm |
| 8   | Duy Hải (4)     | Make it to me     | Bị loại   |
| 9   | Thu Hiền (5)    | Catwoman          | Bị loại   |
| 10  | Mạnh Quyền (6)  | Long long ago     | An toàn   |
| 11  | Xuân Thảo (7)   | Giấc mơ thức tỉnh | Nguy hiểm |
| 12  | Đức Tiến (8)    | What the fox say? | An toàn   |

### Gặp gỡ top 10 & nhảy cùng All-stars - 29/11/2014
Trong mùa này, top 10 sẽ có cơ hội được diễn chung cùng với các thí sinh đã từng tham gia hai mùa giải trước.
| STT | Thí sinh    | Bạn nhảy     | Nhạc phẩm                | Thể loại               | Biên đạo              |
| --- | ----------- | ------------ | ------------------------ | ---------------------- | --------------------- |
| 1   | Tấn Huy     | Hồng Nhung   | It will rain             | Múa đương đại          | Wendi Danbrook        |
| 2   | Thương Hoài | Toàn Trung   | Beauty & the beat        | Hiphop                 | Alex Tú               |
| 3   | Sơn Lâm     | Huỳnh Mến    | Wrecking ball            | Jazz                   | Huỳnh Mến             |
| 4   | Mạnh Quyền  | Tố Như       | Bà rằng bà rì            | Múa dân gian đương đại | Vĩnh Hiển & Nhật Minh |
| 5   | Xuân Thảo   | Đình Lộc     | Is it you (I have loved) | Slow-waltz             | Chí Anh & Nhã Khanh   |
| 6   | Vi Anh      | Hoàng Minh   |                          | Jazz                   | John Huy Trần         |
| 7   | Kim Anh     | Quang Đăng   | Dirty bass               | Hiphop                 | Việt Max & Hà Lê      |
| 8   | Đức Tiến    | Hoàng Mỹ An  | Mi mi mi                 | Chachacha              | Chí Anh & Nhã Khanh   |
| 9   | Đình Hoàng  | Ngọc Anh     | Leave my body            | Múa đương đại          | Mai Anh               |
| 10  | Phạm Lịch   | Lâm Vinh Hải | Và em có anh             | Jazz                   | John Huy Trần         |

### Đêm top 10 - 6/12/2014
Giám khảo khách mời: Lê Hoàng
- Top 5 nam nhảy Hiphop, biên đạo Viết Thành.
- Top 5 nữ nhảy Bollywood, biên đạo Thu Hương.

#### Bài nhảy đôi
| STT | Cặp đôi/MSBC                  | Nhạc phẩm       | Thể loại               | Biên đạo             | Kết quả                                |
| --- | ----------------------------- | --------------- | ---------------------- | -------------------- | -------------------------------------- |
| 1   | Vi Anh (1) & Mạnh Quyền (2)   | Raein           | Múa đương đại          | Stephanie Rutherford | An toàn                                |
| 2   | Xuân Thảo (3) & Sơn Lâm (4)   | Hello dolly     | Broadway               | Al Blackstone        | An toàn                                |
| 3   | Thương Hoài (5) & Tấn Huy (6) | Dạ cổ Hoài Lang | Múa dân gian đương đại | Kiều Lê & Nguyệt Thu | Thương Hoài an toàn, Tấn Huy nguy hiểm |
| 4   | Phạm Lịch (7) & Đức Tiến (8)  | Bang bang       | Jazz                   | Stephanie Rutherford | Phạm Lịch nguy hiểm, Đức Tiến an toàn  |
| 5   | Kim Anh (9) & Đình Hoàng (10) | Marseilles      | Múa đương đại          | Al Blackstone        | Nguy hiểm                              |

#### Solo 30s
| STT | Thí sinh/MSBC   | Nhạc phẩm                         | Kết quả   |
| --- | --------------- | --------------------------------- | --------- |
| 1   | Phạm Lịch (7)   | Bananza                           | Nguy hiểm |
| 2   | Đức Tiến (8)    | Bèo dạt mây trôi                  | An toàn   |
| 3   | Kim Anh (9)     | Try try try                       | Nguy hiểm |
| 4   | Đình Hoàng (10) | Vọng Nguyệt                       | Nguy hiểm |
| 5   | Vi Anh (1)      | Ain't no sunshine when she's gone | An toàn   |
| 6   | Mạnh Quyền (2)  | Shalala la la                     | An toàn   |
| 7   | Xuân Thảo (3)   | The destiny symphony              | An toàn   |
| 8   | Sơn Lâm (4)     | Happy                             | An toàn   |
| 9   | Thương Hoài (5) | Tennis court                      | An toàn   |
| 10  | Tấn Huy (6)     | Love lost                         | Nguy hiểm |

#### Solo 30s (top nguy hiểm)
| STT | Thí sinh   | Nhạc phẩm               | Kết quả |
| --- | ---------- | ----------------------- | ------- |
| 1   | Phạm Lịch  | Sexy girl               | An toàn |
| 2   | Tấn Huy    | The next episode        | Bị loại |
| 3   | Kim Anh    | My heart is refusing me | Bị loại |
| 4   | Đình Hoàng | Sand                    | An toàn |

### Đêm top 8 - 13/12/2014
Giám khảo khách mời: John Huy Trần & Trần Ly Ly
Top 8 thể hiện điệu nhảy Broadway, biên đạo Al Blackstone.
| Cặp đôi/MSBC                   | Nhạc phẩm           | Thể loại               | Biên đạo                | Kết quả                                |
| ------------------------------ | ------------------- | ---------------------- | ----------------------- | -------------------------------------- |
| Thương Hoài (1) & Sơn Lâm (2)  | Occet               | Múa đương đại          | Hani Abaza              | Thương Hoài an toàn, Sơn Lâm nguy hiểm |
| Thương Hoài (1) & Sơn Lâm (2)  |                     | Jazz                   | Al Blackstone           | Thương Hoài an toàn, Sơn Lâm nguy hiểm |
| Phạm Lịch (3) & Mạnh Quyền (4) |                     | Broadway               | Al Blackstone           | Nguy hiểm                              |
| Phạm Lịch (3) & Mạnh Quyền (4) | Comes in waves      | Múa đương đại          | Stephanie Rutherford    | Nguy hiểm                              |
| Vi Anh (5) & Đức Tiến (6)      | How will I know     | Jazz                   | Stephanie Rutherford    | Vi Anh nguy hiểm, Đức Tiến an toàn     |
| Vi Anh (5) & Đức Tiến (6)      | Quimbara            | Salsa                  | Quang Thịnh & Khánh Thu | Vi Anh nguy hiểm, Đức Tiến an toàn     |
| Xuân Thảo (7) & Đình Hoàng (8) | Phải em lý ngựa ô   | Múa dân gian đương đại | Vĩnh Hiển & Nhật Minh   | An toàn                                |
| Xuân Thảo (7) & Đình Hoàng (8) | Em vẫn muốn yêu anh | Jazz                   | Hani Abaza              | An toàn                                |

#### Solo 30s
| STT | Thí sinh   | Nhạc phẩm | Kết quả |
| --- | ---------- | --------- | ------- |
| 1   | Phạm Lịch  |           | An toàn |
| 2   | Mạnh Quyền |           | Bị loại |
| 3   | Vi Anh     |           | Bị loại |
| 4   | Sơn Lâm    |           | An toàn |

### Đêm top 6 - 20/12/2014
Giám khảo khách mời: Thanh Bùi
- Top 3 nam nhảy Jazz, biên đạo John Huy Trần.
- Top 3 nữ nhảy Jazz-Funk, biên đạo Leon Blackwood.

#### Bài nhảy đôi
| Cặp đôi/MSBC                     | Nhạc phẩm                | Thể loại      | Biên đạo          | Kết quả |
| -------------------------------- | ------------------------ | ------------- | ----------------- | ------- |
| Xuân Thảo (1) & Đức Tiến (2)     | I can't make you love me | Múa đương đại | Caroline Torti    | An toàn |
| Xuân Thảo (1) & Đức Tiến (2)     | What's your flavor       | Hiphop        | Leon Blackwood    | An toàn |
| Thương Hoài (3) & Đình Hoàng (4) | Tamoneria                | Tango         | Aleksandar Vachev | Bị loại |
| Thương Hoài (3) & Đình Hoàng (4) |                          | Jazz          | Hani Abaza        | Bị loại |
| Phạm Lịch (5) & Sơn Lâm (6)      | Billie Jean              | Jazz          | Caroline Torti    | An toàn |
| Phạm Lịch (5) & Sơn Lâm (6)      | Silent night             | Múa đương đại | John Huy Trần     | An toàn |

#### Solo 30s
| MSBC | Thí sinh    | Nhạc phẩm                 | Kết quả |
| ---- | ----------- | ------------------------- | ------- |
| 1    | Xuân Thảo   | Queen bee                 | An toàn |
| 2    | Đức Tiến    | Jailhouse rock            | An toàn |
| 3    | Thương Hoài | Do it like dude           | Bị loại |
| 4    | Đình Hoàng  | May back home             | Bị loại |
| 5    | Phạm Lịch   | Đánh thức bình minh       | An toàn |
| 6    | Sơn Lâm     | Can't take my eyes of you | An toàn |

### Đêm top 4 - 27/12/2014 & Gala trao giải - 3/1/2015
Giám khảo khách mời: John Huy Trần

#### Bài nhảy đôi
| STT | Cặp đôi/MSBC                  | Nhạc phẩm | Thể loại               | Biên đạo       |
| --- | ----------------------------- | --------- | ---------------------- | -------------- |
| 1   | Sơn Lâm (2) & Xuân Thảo (3)   |           | Múa đương đại          | Caroline Torti |
| 2   | Phạm Lịch (1) & Đức Tiến (4)  |           | Múa dân gian đương đại | Kiều Lê        |
| 3   | Phạm Lịch (1) & Sơn Lâm (2)   |           | Hiphop                 | Leon Blackwood |
| 4   | Xuân Thảo (3) & Đức Tiến (4)  |           | Jazz                   | Hani Abaza     |
| 5   | Phạm Lịch (1) & Xuân Thảo (3) |           | Jazz                   | Caroline Torti |
| 6   | Sơn Lâm (2) & Đức Tiến (4)    |           | Jazz                   | Hani Abaza     |

Top 4 nhảy Jazz, biên đạo Leon Blackwood

#### Solo 30s
| MSBC | Thí sinh  | Nhạc phẩm                  |
| ---- | --------- | -------------------------- |
| 1    | Phạm Lịch | Mẹ tôi/Por una cabeza      |
| 2    | Sơn Lâm   | Quê hương Việt Nam/Winning |
| 3    | Xuân Thảo | Je Suis Malade/Warrior     |
| 4    | Đức Tiến  | Avoar SB52/Blurred lines   |

#### Kết quả chung cuộc
| MSBC | Thí sinh  | Kết quả            |
| ---- | --------- | ------------------ |
| 2    | Sơn Lâm   | Quán quân (35.45%) |
| 4    | Đức Tiến  | Á Quân (26.23%)    |
| 1    | Phạm Lịch | Hạng ba (24.56%)   |
| 3    | Xuân Thảo | Hạng tư (13.76%)   |

## Tổ chức
| Số | Ngày phát sóng[1]       | Tiêu đề                   | Ghi chú |
| 01 | Tháng 9, ngày 6, 2014   | Vòng loại 1               |         |
| 02 | Tháng 9, ngày 13, 2014  | Vòng loại 2               |         |
| 03 | Tháng 9, ngày 20, 2014  | Vòng loại 3               |         |
| 04 | Tháng 9, ngày 27, 2014  | Vòng loại 4               |         |
| 05 | Tháng 9, ngày 14, 2014  | Vòng bán kết 1            |         |
| 06 | Tháng 10, ngày 4, 2014  | Vòng bán kết 2            |         |
| 07 | Tháng 10, ngày 11, 2014 | Vòng bán kết 3            |         |
| 08 | Tháng 10, ngày 18, 2014 | Top 20 trình diễn         |         |
| 09 | Tháng 10, ngày 25, 2014 | Top 20 thi                |         |
| 10 | Tháng 10, ngày 26, 2014 | Top 20>18 công bố kết quả |         |
| 11 | Tháng 11, ngày 1, 2014  | Top 18 thi                |         |
| 12 | Tháng 11, ngày 2, 2014  | Top 18>16 công bố kết quả |         |
| 13 | Tháng 11, ngày 8, 2014  | Top 16 thi                |         |
| 14 | Tháng 11, ngày 9, 2014  | Top 16>14 công bố kết quả |         |
| 15 | Tháng 11, ngày 15, 2014 | Top 14 thi                |         |
| 16 | Tháng 11, ngày 16, 2014 | Top 14>12 công bố kết quả |         |
| 17 | Tháng 11, ngày 22, 2014 | Top 12 thi                |         |
| 18 | Tháng 11, ngày 23, 2014 | Top 12>10 công bố kết quả |         |
| 19 | Tháng 11, ngày 29, 2014 | Top 10 All-stars          |         |
| 20 | Tháng 12, ngày 6, 2014  | Top 10 thi                |         |
| 21 | Tháng 12, ngày 7, 2014  | Top 10>08 công bố kết quả |         |
| 22 | Tháng 12, ngày 13, 2014 | Top 8 thi                 |         |
| 23 | Tháng 12, ngày 14, 2014 | Top 08>06 công bố kết quả |         |
| 24 | Tháng 12, ngày 20, 2014 | Top 6 thi                 |         |
| 25 | Tháng 12, ngày 21, 2014 | Top 08>06 công bố kết quả |         |
| 26 | Tháng 12, ngày 27, 2014 | Top 4 thi                 |         |
| 27 | Tháng 12, ngày 28, 2014 | Hành trình top 4          |         |
| 28 | Tháng 1, ngày 3, 2015   | Chung kết                 |         |
| 29 | Tháng 1, ngày 4, 2015   | Điểm lại hành trình       |         |